# Another Fine Tune You've Got Me Into
Another Fine Tune You've Got Me Into è il secondo album dei Gilgamesh, pubblicato nel 1978 dall'etichetta discografica Charly Records.

## Tracce
1. Darker Brighter – 5:40
2. Bobberty - Theme from Something Else – 10:41
3. Waiting – 2:25
4. Playtime – 7:14
5. Underwater Song – 7:04
6. Foel'd Again – 1:50
7. T.N.T.F.X. – 2:54

## Formazione
- Alan Gowen - tastiera
- Phil Lee - chitarra
- Trevor Tomkins  - batteria
- Hugh Hopper - basso